# Bernie Parent
Bernard Marcel "Bernie" Parent, född 3 april 1945 i Montréal, Québec, är en kanadensisk före detta professionell ishockeymålvakt.

## Karriär
Bernie Parent inledde sin karriär i Rosemont i den lokala ligan LHJQ, föregångaren till LHJMQ. Sedan fortsatte han vidare till juniorligan OHA och spelade i Niagara Falls. Säsongen 1965–66 debuterade han för Boston Bruins. Inledningen gick sådär med 3.69 i målsnitt, så under säsongen flyttade Parent till Oklahoma City i CPHL. Nästa år fick han åter igen chansen i Boston men situationen blev inte bättre och ännu en gång fick han spela i Oklahoma City. 
Parent fick fart på karriären när han kom till Philadelphia Flyers. I Flyers blev det klar förbättring på målsnittet med 2.48. 1970–71 bytte Parent klubb till Toronto Maple Leafs. 1973–74 kom han tillbaka till Philadelphia och gjorde sin bästa säsong någonsin med 1.89 i målsnitt. Flyers vann Stanley Cup och Parent tilldelades Conn Smythe Trophy som slutspelets mest värdefulle spelare och dessutom Vezina Trophy som grundseriens bäste målvakt. 1974–75 vann Flyers Stanley Cup igen, och Parent vann åter igen Conn Smythe Trophy och Vezina Trophy. Karriären avslutades 1979 och vid karriärens slut hade han totalt 2.55 i målsnitt.